# Monte San Petru
Le Monte San Petru (ou San Pietro) est une montagne du massif du Monte Incudine en Corse-du-Sud, qui culmine à 1 400 m d'altitude. C'est le point culminant de la microrégion de Viggiano.
La montagne est située sur le territoire de la commune de Petreto-Bicchisano.
C'est une zone naturelle d'intérêt écologique, faunistique et floristique.
Le sommet du Monte San Petru offre une vue panoramique sur le golfe de Valinco et le golfe d'Ajaccio.
Le 1er décembre 1981,  le MD-81 du vol 1308 Inex-Adria Aviopromet s'est écrasé sur la montagne, causant la mort des 180 occupants de l'appareil. Une chapelle fut installée en hommage aux victimes.

## Accès
L'accès au Monte San Petru se fait à pied par les sentiers accessibles depuis le parking situé au col de Saint-Eustache. Le parking est délimité de part et d'autre par la RD420 qui relie Petreto-Bicchisano à Aullène.